# Burg Spielberg (Oberdachstetten)
Die Burg Spielberg ist eine abgegangene mittelalterliche Turmhügelburg (Motte) am Spielbuck etwa 100 Meter südöstlich der Ortsmitte von Spielberg, einem heutigen Ortsteil der Gemeinde   Oberdachstetten im Landkreis Ansbach in Bayern.
Von der ehemaligen Mottenanlage ist noch der durch Abgrabungen heute stark gestörte Turmhügel erhalten. Dieser besitzt nur einen Durchmesser von 14 m und ist von einem Graben von 1,5–2,0 m Breite umgeben.